# Middlethorpe Without
Middlethorpe Without var en civil parish från 1894 till 1937 då den blev en del av York, i grevskapet West Riding of Yorkshire (nu North Yorkshire), i England. Civil parish hade 113 invånare år 1931.